# Самсон (боевой модуль)

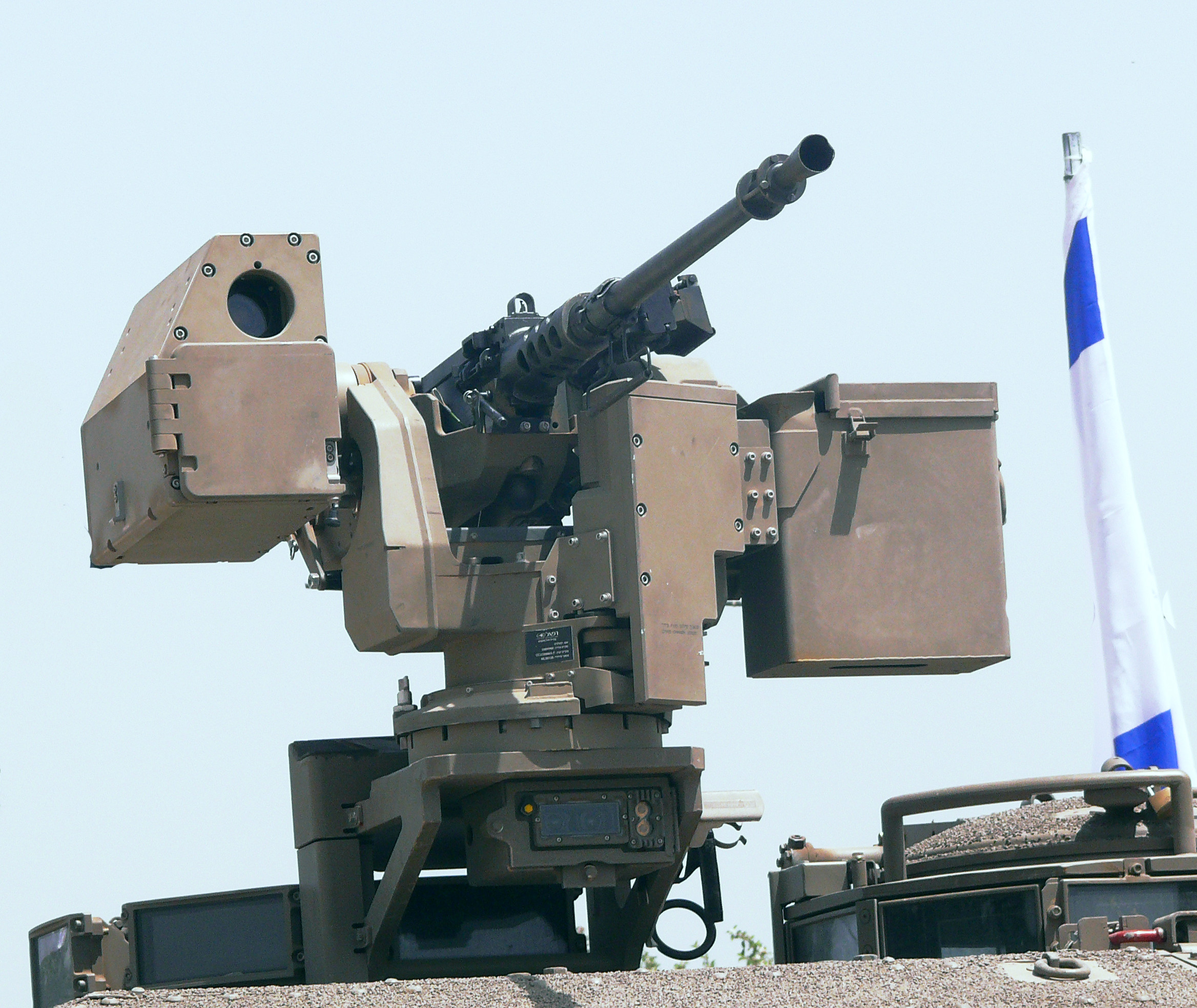
M2 Browning смонтированный на «Катланит».

Самсон или Катланит (ивр. קטלנית‎ — «смертоносная») — дистанционно управляемый боевой модуль израильского производства. Производится компанией Rafael Advanced Defense Systems. «Самсон» позволяет установку пулемётов любого калибра, артиллерию 20—40 мм, автоматических гранатомётов, ПТРК и приборов наблюдения. Есть, в общей сложности, три варианта семейства «Самсон». Например, Самсон с 30-мм пушкой (RCWS 30) предназначен для установки на легкобронированную технику, на машины разведки. Дополнительно он имеет управляемые ракеты «Спайк», дымовые гранатомёты и встроенный тренажёр.
Израиль также устанавливает Самсон в доты вдоль границы с Сектором Газа для пресечения проникновения боевиков на израильскую территорию. Система Sentry Tech, получившая название Roeh-Yoreh (ивр. רואה ויורה‎, «Видит-Стреляет») позволяет осуществлять удалённое управление пограничными модулями с базы. Десятки террористов были успешно ликвидированы с системой Sentry Tech.
15 декабря 2024 были опубликованы планы командования ЦАХАЛ разместить наблюдательные башни, вооружённые модулями Sentry Tech в Иудее и Самарии. Управлять постами будут военнослужащие из 636-го батальона тактической разведки «Ницан».

## Операторы
- Азербайджан: Marauder, Matador
- Канада:
- Колумбия: LAV III[6]

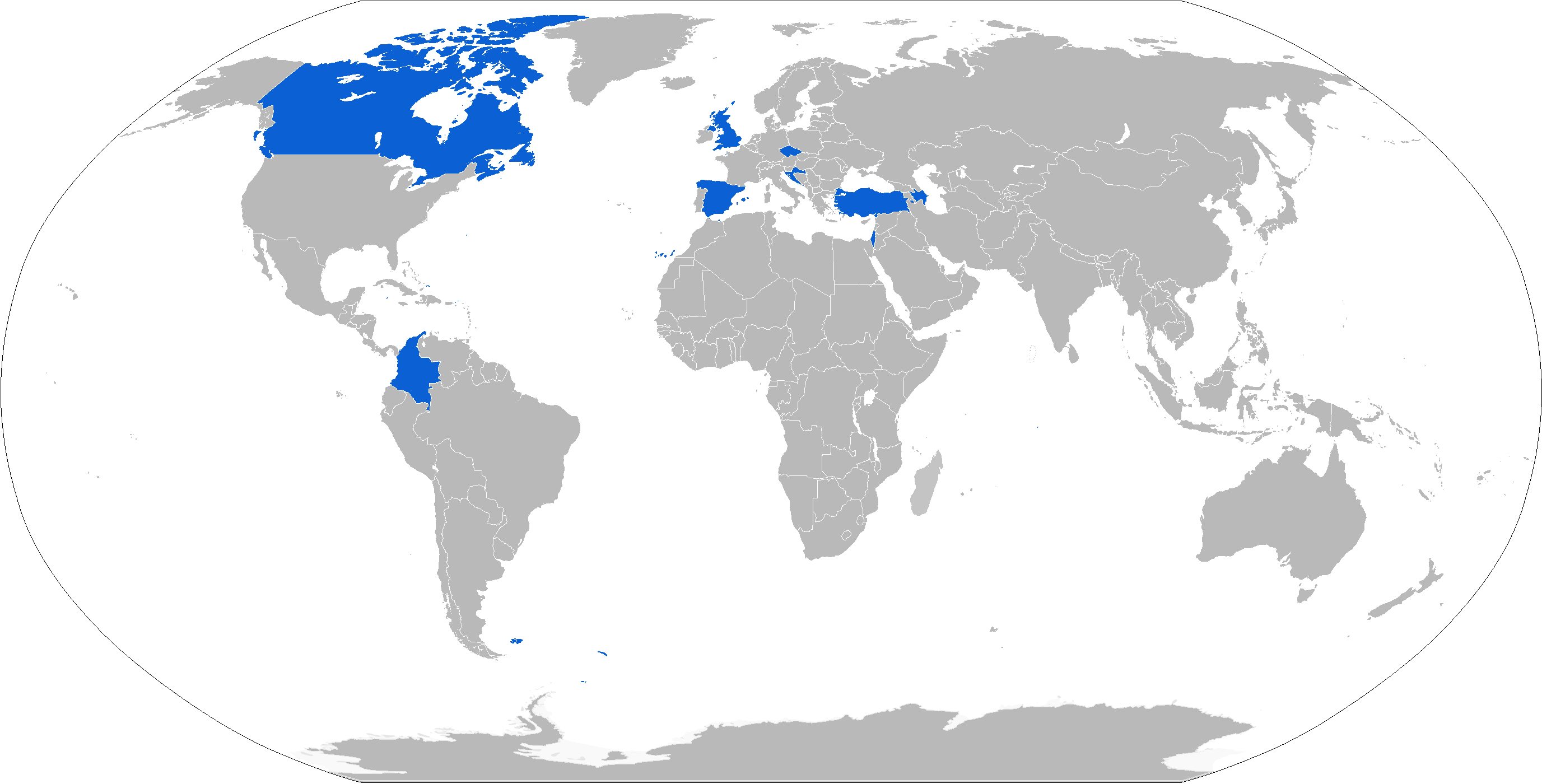
Операторы

- Хорватия: изначально приобретено 4 модуля для армейских нужд, установлены и протестированы на танках M84D и M95, но в конце концов хорватские военные предпочли Protector RWS.
- Чехия: Pandur II[7]
- Израиль: Намер, Ахзарит, HMMWV
- Испания: RG-31 Nyala
- Турция: Otokar Cobra
- Великобритания: Alvis Stormer